# モラタラス
モラタラス （Moratalaz）は、スペイン、マドリードの区。

## 地理
北をシウダー・リネアル、東をビカルバロ、南をプエンテ・デ・バリェカス、西をレティーロと接する。6つの地区で構成される。
- 14.1 - パボネス
- 14.2 - オルカヨ
- 14.3 - マロキナ
- 14.4 - メディア・レグア
- 14.5 - フォンタロン
- 14.5 - ビナテロス

## 歴史
1960年代、マドリード市内のベッドタウンとして急成長した区である。1959年までは何世紀もの間、コテージとヒツジしかないような地域だった。マドリード＝アルガンダ・デル・レイ間の鉄道駅ができたことで人口が急増し、1970年代からはスペイン住宅省による住宅建設が始まった。住宅と自動車道の間には幅の広い緑地帯が設けられている。かつては軍の施設があったために通りにその名が残っている。

## 交通
- マドリード地下鉄 - 9号線